# Rock and Roll Heart
Rock and Roll Heart – siódmy album Lou Reeda wydany w październiku 1976 przez wytwórnię Arista Records. Nagrań dokonano w nowojorskim The Record Plant.

## Lista utworów
| 1.  | "I Believe in Love" (L. Reed)          | 2:46  |
|     |                                        |       |
| 2.  | "Banging on My Drum" (L. Reed)         | 2:11  |
|     |                                        |       |
| 3.  | "Follow the Leader" (L. Reed)          | 2:13  |
|     |                                        |       |
| 4.  | "You Wear It So Well" (L. Reed)        | 4:52  |
|     |                                        |       |
| 5.  | "Ladies Pay" (L. Reed)                 | 4:22  |
|     |                                        |       |
| 6.  | "Rock & Roll Heart" (L. Reed)          | 3:05  |
|     |                                        |       |
| 7.  | "Chooser and the Chosen One" (L. Reed) | 2:47  |
|     |                                        |       |
| 8.  | "Senselessly Cruel" (L. Reed)          | 2:08  |
|     |                                        |       |
| 9.  | "Claim to Fame" (L. Reed)              | 2:51  |
|     |                                        |       |
| 10. | "Vicious Circle" (L. Reed)             | 2:53  |
|     |                                        |       |
| 11. | "A Sheltered Life" (L. Reed)           | 2:20  |
|     |                                        |       |
| 12. | "Temporary Thing" (L. Reed)            | 5:13  |
|     |                                        |       |
|     |                                        | 37:41 |
|     |                                        |       |

## Skład
- Lou Reed – śpiew, gitara, pianino
- Marty Fogel – saksofon
- Michael Fonfara – pianino, organy, clavinet, ARP syntezator
- Bruce Yaw – gitara basowa
- Michael Suchorsky – perkusja
- Garland Jeffreys – dalszy śpiew w "You Wear It So Well"

produkcja
- Corky Stasiak – inżynier dźwięku i mix
- Lou Reed – producent